# Michal Kadlec
Michal Kadlec (Vyškov, 13 de dezembro de 1984) é um futebolista tcheco que atua como lateral-esquerdo.

## Carreira
Pavel Kadeřábek fez parte do elenco da Seleção Tcheca de Futebol da Euro de 2008, 2012 e Eurocopa de 2016.

## Títulos
Sparta Praga
- Campeonato Tcheco: 2004-05, 2006-07
- Copa da República Tcheca: 2005-06, 2006-07

Fenerbahçe
- Campeonato Turco: 2013-14
- Supercopa da Turquia: 2014